# Bodo Rudwaleit
Bodo Rudwaleit, född 3 augusti 1957 i Woltersdorf bei Berlin i Östtyskland, är en före detta östtysk fotbollsmålvakt. Rudwaleit tog OS-silver i fotbollsturneringen vid de olympiska sommarspelen 1980 i Moskva. Han var målvakt för BFC Dynamo mellan 1977 och 1990 och vann åtskilliga liga- och cuptitlar 

### Fotnoter
1. ↑  ”Arkiverade kopian”. Arkiverad från originalet den 6 oktober 2014. https://web.archive.org/web/20141006131506/http://www.sports-reference.com/olympics/summer/1980/FTB/mens-football.html. Läst 24 april 2016. Herrarnas fotbollsturnering vid sommar-OS 1980 på Sports-reference.com